# میریام ماکبا

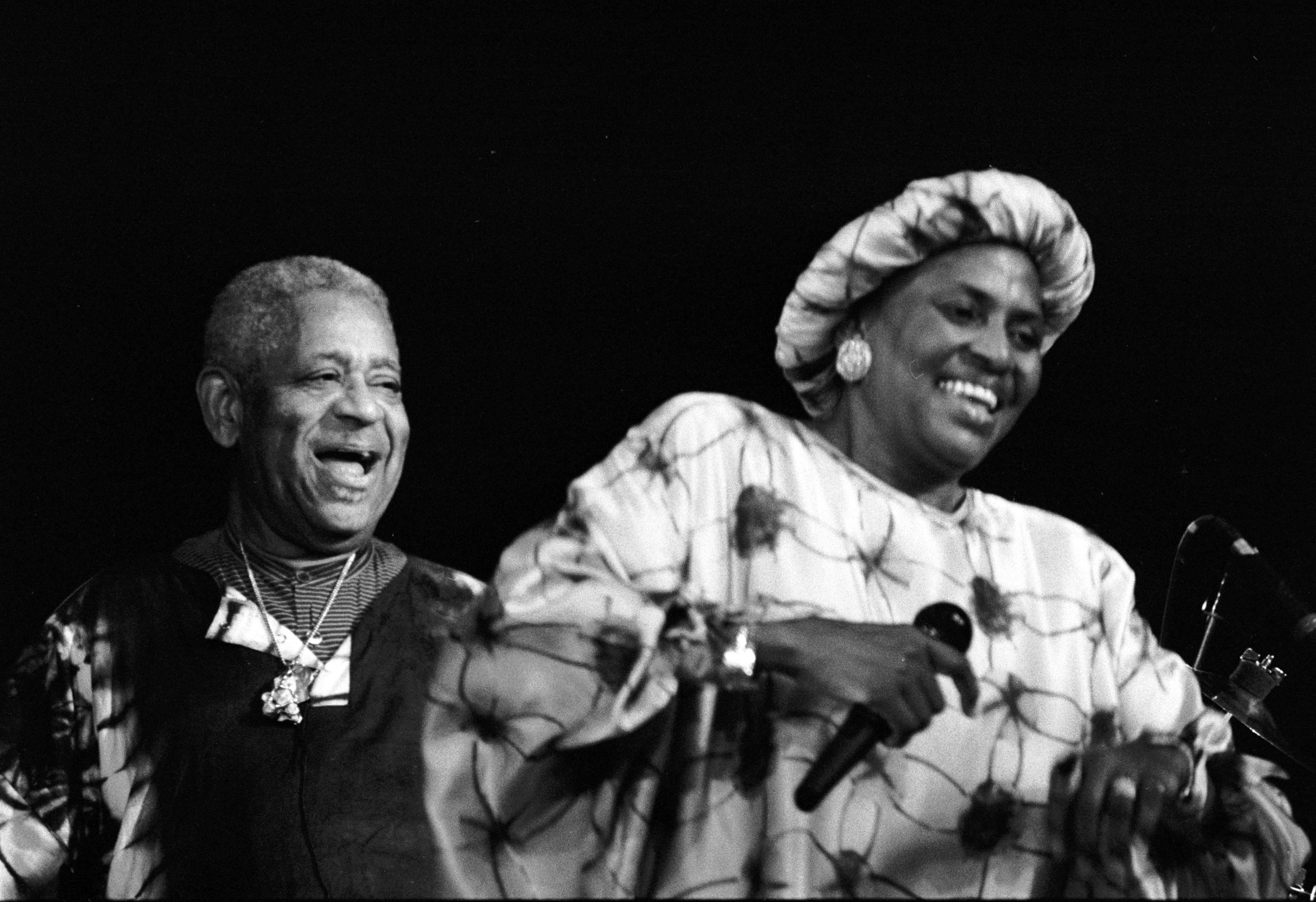
میریام ماکبا همراه دیزی گلیسپی در ۱۹۹۱

زينزيل ميريام ماكيبا (۴ مارس ۱۹۳۲ – ۹ نوامبر ۲۰۰۸) خواننده اهل آفریقای جنوبی بود. او یکی از برندگان جایزه گرمی  بود که به فعالیت در زمینه حقوق اجتماعی هم می‌پرداخت. در دهه ۱۹۶۰ او اولین هنرمند از آفریقا بود که توانست موسیقی مخصوص قاره آفریقا را در آمریکا و سراسر جهان مشهور کند.
او با آهنگ "Pata Pata" بهتر و بیشتر شناخته شد. اولین ضبط این آهنگ در سال ۱۹۵۷ بود و در ایالات متحده آمریکا در سال ۱۹۶۷ پخش شد. موسیقی او تلفیقی از موسیقی مردمی آفریقا و جاز بود. او یکی از چهره‌های شاخص مبارزه علیه نظام آپارتاید در آفریقای جنوبی شناخت می‌شد.